# 七郷村 (高知県)
七郷村（ななさとむら）は、高知県幡多郡にあった村。現在の黒潮町にあたる。

## 地理
- 海洋：土佐湾
- 山岳：八丁山、黒塔、百塔、仏が森
- 河川：加持川、湊川

## 歴史
- 1889年（明治22年）4月1日 - 町村制の施行により、加持村・加持川村・浮鞭村・口湊川村・奥湊川村・大井川村の区域をもって発足。
- 1943年（昭和18年）4月29日 - 田ノ口村・入野村と合併して大方村が発足。同日七郷村廃止。

## 交通

### 鉄道路線
現在は旧村域に土佐くろしお鉄道中村線の浮鞭駅が所在するが、当時は未開業。